# Lothar van Gogh
Ir. Lothar (Louis) van Gogh (Sukabumi, 7 februari 1888 - Cimahi, 28 mei 1945) was een Nederlands voetballer die als aanvaller speelde.

## Interlandcarrière
Op 14 april 1907 debuteerde Adé van Gogh voor Nederland in een vriendschappelijke wedstrijd tegen België (3-1 winst).
| Interlands van Lothar van Gogh | Interlands van Lothar van Gogh | Interlands van Lothar van Gogh | Interlands van Lothar van Gogh | Interlands van Lothar van Gogh | Interlands van Lothar van Gogh |
| №                              | Datum                          | Wedstrijd                      | Uitslag                        | Soort Wedstrijd                | Doelpunten                     |
| Als speler bij HFC             | Als speler bij HFC             | Als speler bij HFC             | Als speler bij HFC             | Als speler bij HFC             | Als speler bij HFC             |
| ------------------------------ | ------------------------------ | ------------------------------ | ------------------------------ | ------------------------------ | ------------------------------ |
| 1.                             | 14-4-1907                      | België - Nederland             | 1-3                            | Vriendschappelijk              | 2                              |
| 2.                             | 9-5-1907                       | Nederland - België             | 1-2                            | Vriendschappelijk              | 0                              |

## Persoonlijk
Van Gogh was een lid van de familie Van Gogh en was een zoon van planter Johannes van Gogh (1854-1913) en Jeanette Louise Vos (1854-1906) en kleinzoon van viceadmiraal Johannes van Gogh (1817-1885). Zijn vader was een neef van de schilder Vincent van Gogh.
Hij trouwde in 1918 met Josephine Maria Voorthuis (1895) met wie hij drie kinderen kreeg. Hij overleed in het interneringskamp Tjimahi (Preanger regentschappen).